# 張永森
張永森，BBS，MH，JP（1951年1月10日—），香港律師，香港深水埗區議會美孚北選區前任區議員兼深水埗區議會前主席，亦是自由黨創黨成員。由1982年4月1日至2019年12月31日一直擔任深水埗區議員。

## 生平
1973年畢業於香港大學。1982年獲委任為深水埗區議員。1985年開始當選深水埗區議員。1993年自由黨成立，成為創黨成員之一。
1989年至1999年任市政局及臨時市政局議員。1998年從市政局功能界別晉身立法會。1999年12月30日因臨時市政局被政府解散，張永森辭職以示抗議。
1993年，獲委任為太平紳士。2009年獲頒授榮譽勳章。2016年獲頒授銅紫荊星章。

## 家庭
張永森是電訊盈科前行政總裁張永霖胞兄，藝人張明偉的父親。其妻蔣玉珍是前教育署首席督學（特殊教育視學及學位安排）。